# Styrax dasyanthus
Styrax dasyanthus är en storaxväxtart som beskrevs av Janet Russell Perkins. Styrax dasyanthus ingår i släktet Styrax och familjen storaxväxter. Inga underarter finns listade i Catalogue of Life.